# Giorgio Gattei
Giorgio Gattei (Bentivoglio, 1944) è un economista italiano.

## Biografia
Giorgio Gattei è uno storico del pensiero economico ed economista marxista italiano.

È stato allievo di Renato Zangheri da cui si distaccò in seguito ai fatti di Bologna. Attualmente, è professore a contratto di Storia del pensiero economico presso l'Università di Bologna, dove insegna Storia dell'Analisi Economica. È membro della Associazione Italiana per la Storia del Pensiero Economico (AISPE).

Tra i suoi principali riferimenti teorici, gli economisti classici, Karl Marx, Nikolaj Dmitrievič Kondrat'ev, Joseph Schumpeter, John Maynard Keynes e Piero Sraffa. I suoi interessi di ricerca spaziano dall'analisi dei cicli economici, alla teoria dal valore, dei prezzi e della distribuzione di derivazione classico-marxiana.

## Pensiero
Proprio in tema di teoria del valore-lavoro si deve il principale contributo di Giorgio Gattei all'analisi economica e alla storia del pensiero economico. In particolare, con riferimento al problema della "Trasformazione dei valori in prezzi di produzione", Giorgio Gattei si è avvicinato progressivamente all'approccio noto come New Interpretation o Single-System Labour Theory of Value (SSLTV), secondo cui è soltanto il valore monetario del prodotto netto che si esprime nel lavoro vivo complessivamente erogato nella produzione dalla forza lavoro. A tale risultato, Giorgio Gattei è, peraltro, pervenuto non tramite la riformulazione della teoria marxiana operata all'inizio degli anni ottanta da Duncan Foley e Gérard Duménil (i “padri” della SSLTV), ma attraverso un'originale rilettura dell'opera di Piero Sraffa.
Tra le sue opere principali, per Giappichelli Editore ha pubblicato "Storia del valore-lavoro", "Il difficile equilibrio", oltre a "Karl Marx e la trasformazione del pluslavoro in profitto" (Roma, Mediaprint) contenente contributi di Giancarlo Gozzi, Dario Preti e Stefano Perri). Sua anche la postfazione all'"Introduzione ai “Principi” di Ricardo" di Piero Sraffa.
Nell'ambito delle Interpretazioni alternative della teoria marxiana del valore, la pubblicazione "Karl Marx e la trasformazione del pluslavoro in profitto"  resuscita la dipendenza del profitto capitalistico dallo sfruttamento del lavoro, utilizzando tre idee-forza (l'approccio di “valore assoluto”, l'approccio del “netto” e l'approccio “sequenziale”) che portano a concludere che, affinché il profitto capitalistico sia positivo, è necessario lo sfruttamento (e quindi il pluslavoro) dei salariati e null'altro. il profitto:

{\displaystyle P=Q_{n}\cdot p-W=L-a\cdot L},
in cui:

- {\displaystyle a} è la percentuale del lavoro “vivo” che non è destinabile ad altri se non ai lavoratori e che possiamo chiamare lavoro indisponibile oppure, alla Marx, “lavoro necessario”;
- {\displaystyle W} è il salario anticipato, il monte-salari di operai e impiegati ricevuto prima dell'avvio del processo di produzione, quando è stato aperto il mercato della forza-lavoro ed è stata contrattata la loro remunerazione, con l'ipotesi che venga integralmente speso;
- {\displaystyle Q\cdot p=L} è l'equazione di valore assoluto esplicitata da Smith all'inizio della sua opera, qui corretta in {\displaystyle Q_{n}\cdot p=L};
- {\displaystyle Q_{n}=Q-Q_{k}} è il "prezzo del netto" che in un'ottica di stretta “produzione circolare” in cui si produce una merce a mezzo della medesima merce come bene-capitale, il prodotto netto si può anche determinare direttamente in termini fisici semplicemente sottraendo dalla quantità della merce prodotta (output) {\displaystyle Q=f(L,Q_{k})} al suo prezzo di produzione {\displaystyle p}, la quantità della stessa merce impiegata come input, semplificando intesa come unico mezzo di produzione. Il profitto, che è quanto resta del “prezzo del netto” dopo aver detratto la parte acquistata dai lavoratori con il monte-salari, viene a coincidere per sostituzione con la differenza del lavoro “vivo” dal “lavoro necessario”.

## Altri interessi
Prima di iniziare la propria carriera accademica, Giorgio Gattei ha lavorato presso la cineteca di Bologna, dove ha coltivato un forte interesse per il cinema d'autore, testimoniato da numerose pubblicazioni. Ha curato il volume "La Trilogia della Vita di Pier Paolo Pasolini" (Bologna, Cappelli, 1975). È inoltre autore di pubblicazioni su temi storici e di costume.

## Libri e curatele
- Storia del valore-lavoro, Torino, Giappichelli Editore, 2011, ISBN 978-88-348-0072-0
- Karl Marx e la trasformazione del pluslavoro in profitto (a cura di Giorgio Gattei), Roma, Mediaprint, 2002[3] ISBN 8888512055
- Il difficile equilibrio, Torino, Giappichelli Editore, 1994 ISBN 88-348-4090-9
- Da Walras a Sraffa: saggi sul pensiero economico moderno, Bologna, Cappelli, 1988.
- I cicli economici maggiori di Nicolaj Dmitriyevich Kondratiev (a cura di Giorgio Gattei), Bologna, Cappelli, 1981
- La formazione del capitale in equilibrio economico walrasiano: conclusione di una controversia, Bologna, CLUEB, 1980 ISBN 88-348-4090-9
- “Il profitto di Ricardo”, postfazione a Piero Sraffa, Introduzione ai “Principi” di Ricardo, Bologna, Cappelli, 1979
- Les chaires "ratées" de Ladislaus von Bortkiewicz, Revue Européennes des Sciences sociales, Volume 20, n.62 , 1982
- Sraffa come economista classico:una congettura possibile? , Giorgio Gattei, Giancarlo Gozzi, Il pensiero economico italiano, 2010, Vol. XVII , n.2 , Pag. 75-88

## Altre pubblicazioni
- “Lettera aperta al mio ‘cattivo maestro'”, in P. Bini e R. Romani (a cura di), Risorgimento, marxismo, keynesismo. Studi di storia del pensiero economico italiano in onore di Aurelio Macchioro, Bologna, FrancoAngeli, 2004 ISBN 8846459326
- “I lumi a Bologna (novembre 1799)”, in Studi in memoria di Luigi Dal Pane, Bologna, CLUEB, 1982
- “La sifilide: medici e poliziotti intorno alla ‘Venere politica'”, in Storia d'Italia, Annali, n. 7, Malattie e medicina, Torino, Einaudi, 1984 ISBN 8806568043